# Додатковий нерв
Додатковий нерв (лат. n. accessorius) — XI пара черепно-мозкових нервів. Належить до рухових нервів. Складається з двох частин.
Блукаюча частина додаткового нерва представлена черепними корінцями (лат. radices craniales), що починаються від рухового ядра, яке залягає в області довгастого мозку, і виходять з мозку за оливою, нижче блукаючого нерва.
До спинно-мозкової частини належать спинно-мозкові корінці (radices spinales), що прямують від спинного мозку вгору і виходять у порожнину черепа через великий отвір. Після виходу обидві частини об'єднуються і загальним стовбуром виходять з черепа через яремний отвір, де знову поділяються на внутрішню і зовнішню гілки. Внутрішня гілка прямує до блукаючого нерва, а зовнішня підходить до трапецієподібного і груднинно-ключично-соскоподібного м'язів.